# Георге Чолак
Георге Чолак (Велики Комлуш, 10. август 1908 — Темишвар, 13. април 1965) био је румунски фудбалски нападач. Био је члан фудбалске репрезентације Румуније која се такмичила на Светском првенству 1934. године, али није одиграо ниједну утакмицу.

## Клупска каријера
Након што је као омладинац играо за Политехнику Темишвар између 1922. и 1924. године, Ђорђе Чолак је започео своју сениорску каријеру у Банатулу, другом тиму из Темишвара. За овај тим је играо до 1930. године, када је прешао у Рипенсију из Темишвара.
Георге Чолак је био капитен тима који је између 1932. и 1938. освојио четири титуле у првој лиги Румуније као и два Купа Румуније. Дебитовао је у првом рангу румунског фудбала 11. септембра 1932, у утакмици између свог тима и Рапида из Букурешта.
Чолак је постигао победоносни гол за Рипенсију из Темишвара у првом финалу Купа Румуније, али је меч оспорио противник Рипенсије, Универзитатеа Клуж, тражечи да се меч игра на неутралном стадиону. Утакмица је поновљена два месеца касније у Букурешту, а Рипенсија је победила са 5-0.
У финалу Купа Румуније 1936. Чолак је постигао два гола док је Рипенсија Темишвар демолирала своје противнике, Униреу Триколор, победивши у мечу са 5 према 1.
Чолак се повукао из фудбала 1941. године, након што је одиграо своју последњу утакмицу против Венус из Букурешта, 15. јуна.

## Међународна каријера
Георге Чолак је дебитовао за фудбалску репрезентацију Румуније у мају 1928, у утакмици против Југославије, коју су Румуни изгубили резултатом 1–3. У свом другом мечу за Румунију, Чолак је постигао хет-трик, пошто је Румунија победила Бугарску са 3-0.
Септембра 1929. први пут је био капитен националног тима, на утакмици против Бугарске, одиграној на стадиону Левски у Софији.
Георге Чолак је изабран у репрезентацију Румуније за Светско првенство 1934. године, али није играо и остао је на клупи у мечу против Чехословачке. Последњи меч за репрезентацију одиграо је 1937. године, а био је и капитен тима на утакмици против Чехословачке (1–1).

### Голови за репрезентацију
| #  | Датум              | Стадион                                          | Противник   | Гол за | Коначан резултат | Такмичење            |
| -- | ------------------ | ------------------------------------------------ | ----------- | ------ | ---------------- | -------------------- |
| 1  | 21. април 1929.    | Стадион ОНЕФ, Букурешт                           | Бугарска    | 1–0    | 3–0              | Пријатељска утакмица |
| 2  | 21. април 1929.    | Стадион ОНЕФ, Букурешт                           | Бугарска    | 2–0    | 3–0              | Пријатељска утакмица |
| 3  | 21. април 1929.    | Стадион ОНЕФ, Букурешт                           | Бугарска    | 3–0    | 3–0              | Пријатељска утакмица |
| 4  | 10. октобар 1929.  | Стадион ОНЕФ, Букурешт                           | Југославија | 2–0    | 2–1              | Балкански Куп        |
| 5  | 28. јуне 1932.     | СК Југославија, Београд                          | Грчка       | 1–0    | 3–0              | Балкански Куп        |
| 6  | 4. јун 1933.       | Стадион ОНЕФ, Букурешт                           | Бугарска    | 3–0    | 7–0              | Балкански Куп        |
| 7  | 4. јун 1933.       | Стадион ОНЕФ, Букурешт                           | Бугарска    | 4–0    | 7–0              | Балкански Куп        |
| 8  | 4. јун 1933.       | Стадион ОНЕФ, Букурешт                           | Бугарска    | 6–0    | 7–0              | Балкански Куп        |
| 9  | 11. јун 1933.      | Стадион ОНЕФ, Букурешт                           | Југославија | 2–0    | 5–0              | Балкански Куп        |
| 10 | 14. отобар 1934.   | Стадион Чарних, Лавов, Пољска (садашња Украјина) | Пољска      | 2–1    | 3–3              | Пријатељска утакмица |
| 11 | 27. децембар 1934. | Стадион Апостолос Николаидис, Атина              | Грчка       | 2–0    | 2–2              | Балкански Куп        |
| 12 | 30. децембар 1934. | Стадион Апостолос Николаидис, Атина              | Бугарска    | 3–0    | 3–2              | Балкански Куп        |
| 13 | 24. мај 1935.      | Стадион ОНЕФ, Букурешт                           | Бугарска    | 3–1    | 4–1              | Балкански Куп        |

## Трофеји

### Клуб

#### Рипенсија Темишвар
- Прва лига (4): 1932–33, 1934–35, 1935–36, 1937–38
- Куп Румуније (2): 1933–34, 1935–36

### Репрезентација

#### Румунија
- Балкански куп (2): 1929–31, 1933